# Diana Glauber
Diana Glauber (Utrecht, 1650 - Hamburgo, ca.1721), fue una pintora del Siglo de oro neerlandés.

## Biografía
Según Arnold Houbraken fue la hija del farmacéutico de Ámsterdam Johann Rudolph Glauber, y hermana de los pintores Jan Gotlief y Johannes Glauber. Fue una buena pintora de retratos y alegorías históricas, pero perdió la vista y tuvo que dejar de pintar. Ella todavía vivía en Hamburgo, mientras Arnold Houbraken estaba escribiendo su biografía.
De acuerdo con el RKD no se le conocen obras, pero seis de ellas se describen en un inventario del periodo de la Schloss Salzdahlum, cinco de las cuales formaban parte de una serie sobre la temática de los cinco sentidos.